# Lawina gruzowa
Lawina gruzowa – lawina złożona głównie z mieszaniny materiału skalnego (okruchów skalnych) i materiału glebowego, tworząca się w górnej części wulkanu przez rozdrobnienie podłoża lub przez trzęsienia ziemi. Lawina może przemieszczać się z prędkością 70–80 km/h. 
Lawina taka zeszła w 1792 r. z wulkanu Unzen (Japonia, wyspa Kiusiu), zabijając ok. 9,5 tys. osób, a także po wybuchu Bandai-san (Japonia, wyspa Honsiu) w 1888 r., kiedy to zginęło 460 osób.